# Dijle (departament)
|  | Per a altres significats, vegeu «Dijle (desambiguació)». |

El departament del Dijle (vemell)
als departaments francesos dels actuals Països Baixos i Bèlgica

El departament del Dijle o en francès Departement de la Dyle era un dels departaments francesos fora de la França actual, creat durant l'ocupació francesa de 1793 fins al 1815. La capital n'era Brussel·les. Comprenia parts del ducat de Brabant i del comtat d'Hainaut. El seu nom prové del riu Dijle que rega una gran part del territori.
El 1815, després del congrés de Viena, el tractat de París va atorgar el territori al Regne Unit dels Països Baixos. Guillem I dels Països Baixos va mantenir les divisisions administratives franceses, però va preferir el nom amb reminiscència a l'antic règim de província de Brabant Meridional. El 1830, va esdevenir belga i prendre el nom de província de Brabant fins a la seva escissió en tres el 1995: dues províncies Brabant Flamenc i Brabant Való i la regió Brussel·les.
Tenia una superfície de 3283 km² i el 1806 tenia 426.718 habitants. El departament tenia 38 cantons i 383 municipis i es va subdividir en tres arrondissements. Vers la fi de l'emperi francès, uns trenta municipis amb menys de 200 habitants van ser absorbits per entitats més grans.
1. Lovaina: amb els cantons Aarschot, Diest, Glabbeek, Graven, Haacht, Leuven, Tienen i Zoutleeuw.
2. Nivel·les: amb els cantons Genappe (Genepien), Herne, Jodoigne, Nivel·les, Perwez (Perwijs) i Wavre.
3. Brussel·les amb els cantons Anderlecht, Asse, Brussel·les, Halle, La Hulpe, Lennik, Sint-Stevens-Woluwe, Ukkel, Vilvoorde i Wolvertem.

## Prefectes
1800-1805: Louis Gustave Doulcet de Pontécoulant
1805-1808: François Louis René Mouchard de Chaban
1808-1813: Frédéric Séraphin de La Tour du Pin Gouvernet
1813-1814: Frédéric Christophe d'Houdetot